# Прибойный (мыс, Чёрное море)
Прибойный или Кара-Мрун (укр. Прибойний) — крайняя западная точка Крыма, мыс на западе Крыма на территории Черноморского района (Крым). Вдаётся в Чёрное море. Расположен на Тарханкутском полуострове, к северо-западу в непосредственной близости от села Оленевка. 
Расположен между Каркинитским заливом и Караджинской бухтой. Вместе с мысом Тарханкут образуют крайние точки Караджинской бухты. Севернее к мысу примыкает бухта Очеретай, где ранее располагалось село Прибойное.
Мыс состоит из известняков. Скальный берег является завершением увала Тарханкутской возвышенности, который простерается с северо-востока. Укрыт ковыльно-типчаковой растительностью, в балках — кустарниковые заросли.   
Береговая линия мыса обрывистая абразивного типа высотой 20 м на северной стороне, скалы южной стороны высотой 8 м. У берега расположены надводные и подводные камни. Максимальная точка над уровнем моря у обрыва — 29.3 м, она служит опорным тригонометрическим пунктом. Нет дорог с твёрдым покрытием.
Севернее на оползневом побережье расположен заказник Джангульское оползневое побережье.